# كرونيالتو
كرونيالتو (بالإيطالية: Crognaleto)‏ هي بلدية في مقاطعة تيرامو في إقليم أبروتسو الإيطالي.

## السكان
في سنة 1861 بلغ عدد السكان 3٬107 نسمة، وتطور العدد ليصل في سنة 2011 لـ 1٬416 نسمة.
يظهر هذا المخطط البياني تطور النمو السكاني لـ كرونيالتو